# Dincă Schileru
Dincă Constantin Schileru – rumuński piłkarz występujący na pozycji napastnika, reprezentant Rumunii w latach 1935–1936, trener piłkarski.

## Kariera klubowa
Grę w piłkę nożną na poziomie seniorskim rozpoczął w 1932 roku w Sportulu Studențesc Bukareszt, w barwach którego występował w rozgrywkach o mistrzostwo Bukaresztu (de facto II poziom rozgrywkowy). Przed sezonem 1934/35 został zawodnikiem Unirei Tricolor Bukareszt. 2 września 1934 zadebiutował w Divizii A w zremisowanym 2:2 spotkaniu przeciwko Glorii Arad. W 1936 roku dotarł z Unireą do finału Pucharu Rumunii, w którym jego zespół uległ 1:5 Ripensii Timișoara. Po sezonie 1936/37, w którym Unirea spadła z rumuńskiej ekstraklasy, podpisał umowę z francuskim klubem US Valenciennes-Anzin, gdzie występował przez rok. Po relegacji Valenciennes do Division 2 w 1938 roku zakończył karierę zawodniczą.

## Kariera reprezentacyjna
3 listopada 1935 zadebiutował w reprezentacji Rumunii w wygranym 4:1 towarzyskim meczu z Polską w Bukareszcie, w którym zdobył gola w 1. minucie gry. W październiku 1936 roku wystąpił w towarzyskim spotkaniu przeciwko Węgrom (1:2), tym samym zamykając swój dorobek w drużynie narodowej na 2 meczach i 1 bramce.

### Bramki w reprezentacji
| Lp. | Data             | Miejsce                   | Przeciwnik | Bramka | Rezultat | Ranga meczu     |
| --- | ---------------- | ------------------------- | ---------- | ------ | -------- | --------------- |
| 1.  | 3 listopada 1935 | Stadionul ONEF, Bukareszt | Polska     | 1:0    | 4:1      | Mecz towarzyski |

## Kariera trenerska
W 1952 roku rozpoczął pracę jako trener Progresulu Oradea. W sezonie 1952 zajął z tym zespołem 6. lokatę w tabeli Divizii A i został zastąpiony przez Elemera Kocsisa. Po zwolnieniu Iuliu Barátky’ego powrócił do klubu w połowie sezonu 1954, po którym Progresul został relegowany do Divizii B z ostatniej pozycji w tabeli. W latach 1956–1957 Schileru pełnił funkcję asystenta Camila Schertza i wespół z nim doprowadził klub do zdobycia Pucharu Rumunii 1956. W pierwszej połowie sezonu 1957/58 zasiadał ponownie na ławce trenerskiej zespołu, który opuścił na ostatnim miejscu w tabeli Divizii A.
W 1958 roku objął klub Știința Timișoara, z którym zdobył Puchar Rumunii za sezon 1957/58, po pokonaniu w meczu finałowym 1:0 Progresulu Bukareszt. W latach 1961–1963 prowadził Siderurgistul Galați. W sezonie 1962/63 awansował z tym zespołem do Divizia A, co dało miastu Gałacz pierwszego od 1941 roku reprezentanta w najwyższej klasie rozgrywkowej. Wkrótce po tym odszedł do Progresul Bukareszt, gdzie pracował przez rok. W latach 1965–1970 był selekcjonerem reprezentacji Rumunii U-23. Latem 1970 roku wyjechał do Turcji, gdzie został szkoleniowcem beniaminka 1.Lig Boluspor Kulübü, z którym zdobył Puchar Ministerstwa Młodzieży i Sportu (tur. Gençlik ve Spor Bakanlığı Kupası) oraz Puchar Premiera (tur. Başbakanlık Kupası). W sezonie 1971/72 trenował inny klub tureckiej ekstraklasy Göztepe SK, zajmując z nim 9. lokatę.

## Sukcesy
Știința Timișoara
- Puchar Rumunii: 1957/58

Boluspor Kulübü
- Puchar Premiera: 1970
- Puchar Ministerstwa Młodzieży i Sportu: 1970